# Néville
Néville là một xã thuộc tỉnh Seine-Maritime trong vùng Normandie miền bắc nước Pháp.

## Huy hiệu
| Arms of Néville | The arms of Néville are blazoned: Paly Or and azure, on a chief gules 3 escallops argent. |

## Dân số
| 1962                                 | 1968 | 1975 | 1982 | 1990 | 1999 | 2006 |
| ------------------------------------ | ---- | ---- | ---- | ---- | ---- | ---- |
| 668                                  | 679  | 559  | 883  | 1109 | 1090 | 1122 |
| Từ năm 1962: Dân số không tính trùng |      |      |      |      |      |      |